# Allium tzanoudakisanum
Allium tzanoudakisanum — вид рослин з родини амарилісових (Amaryllidaceae); ендемік Греції.

## Опис
Цибулини яйцювато-еліпсоїдні, скупчені, 15–22 × 5–8 мм; оболонки темно-коричневі, вкривать стебло до 8 см. Стебло прямовисне, жорстке, заввишки (6)10–28 см, вкрите листовими піхвами від 1/2 до цілої довжини. Листків 4, ниткоподібні, субциліндричні, 4–12 мм завдовжки, майже голі з розсипаними волосками. Суцвіття одностороннє, 4–10(12)-квіткове; квітконіжки завдовжки 10–40 мм. Оцвітина субциліндрична обо циліндрично-урноподібна, довжиною 6–7 мм; її листочки біло-рожеві, зовнішні — з пурпуровим відтінком, з пурпурово-коричневою середньою жилкою, лінійно-ланцетоподібні, цілі, майже тупокінцеві, шириною 1.6–1.8 мм, внутрішні —лінійно-довгасті, округлі та помітно хвилеподібні на верхівці, шириною 1.2–1.5 мм. Тичинкові нитки білі й нерівні; пиляки жовті. Коробочка еліпсоїдна, 3.5–4.5 × 3–3.2 мм, 3-клапанна. 2n = 16.
Період цвітіння: серпень — жовтень.

## Поширення
Ендемік Греції. Росте на деяких Егейських островах (Еввія, Лесбос, Наксос, Дунусса, Сирос, Сіфнос, Аморгос, Парос і Серіфос), а також у східному Пелопоннесі. Вид зазвичай локалізується на прибережних або пагорбних насадженнях, росте у відносно тінистих та свіжих скелястих місцях на вапнякових та кременистих субстратах